# Isole dell'Istituto Artico
Le isole dell'Istituto Artico (in russo Острова Арктического института, ostrova Arktičeskogo Instituta) sono un gruppo di isole russe bagnate dal mare di Kara.
Amministrativamente fanno parte del distretto di Tajmyr del Territorio di Krasnojarsk, nel Circondario federale della Siberia.

## Geografia
Le isole sono situate nella parte centro-meridionale del mare di Kara, circa 140 km a ovest della penisola del Tajmyr, 173 km a nord delle coste siberiane e 45 km a sud delle isole Izvestija CIK. Fanno parte della Riserva naturale del Grande Artico.
Si tratta di 3 isole e una lingua di sabbia (kosa), che si sviluppano in direzione nord-sud per una lunghezza di circa 50 km e una larghezza massima di 18 km. Sull'isola maggiore (isola Bol'šoj) si raggiunge l'altezza massima di 25 m s.l.m. (monte Kucij Nos).

Ci sono 13 corsi d'acqua che scorrono per più di 2 km, il più lungo dei quali ne misura 4; e 9 laghi di diametro non superiore ai 250 m.

L'arcipelago è circondato da banchi di sabbia che separano dal mare aperto le lagune Melkovodnaja (лагуна Мелководная) e Spokojnaja (лагуна Спокойнная) e il golfo Kucij Nos (залив Куций Нос).

Il territorio è una pianura collinare, coperto da vegetazione tipica della tundra, ed è composto da depositi glaciali e marini del Quaternario.
In particolare, le isole sono:
- Isola Bol'šoj (Остров Большой), è l'isola al centro del gruppo, nettamente più grande di tutte le altre, su cui si aprono le suddette lagune e il golfo, nonché quella con l'elevazione massima. Ha un'area di 259,5 km² e uno sviluppo costiero di 150,7 km.[2] Su essa sono presenti la maggior parte dei fiumi e 3 laghi. Nella laguna Spokojnaja si trova un'isoletta senza nome.
- La lunga striscia di sabbia (коса, kosa) non possiede nome. È compresa tra la baia Poljarnika (бухта Полярника, buchta Poljarnika) a nord e l'isola Malyj a sud; è piatta e a est dell'estremità meridionale si trovano 2 isolette, anch'esse senza nome.
- Isola Malyj (Остров Малый), si trova a est dell'estremità meridionale di Bol'šoj, ha una forma allungata ed il terreno è sabbioso a est e roccioso e paludoso a ovest. Ci sono 2 laghi, l'altitudine massima raggiunge appena i 7 m.s.l.m., all'estremità nord-occidentale si trova una piccola isoletta senza nome.
- Isola di Sidorov (Остров Сидорова), si trova a sud dell'estremità meridionale di Bol'šoj. Ha una forma a V, il cui braccio sinistro è costituito da una lunga striscia di sabbia. Il resto dell'isola è roccioso e paludoso, sono presenti 5 laghi e alcuni piccoli fiumi e l'altezza massima è di 11 m s.l.m. Prende il nome da Michail Konstantinovič Sidorov, commerciante, possessore di miniere d'oro e scrittore siberiano.

## Storia
Le isole sono state scoperte nel 1932-33 dalla spedizione sovietica sul rompighiaccio "Aleksandr Sibirjakov" e le fu assegnato il nome attuale in onore dell'Istituto di Ricerca Artico (oggi Istituto di Ricerca Artico e Antartico).